# 丁香罗勒
丁香罗勒（学名：Ocimum gratissimum），又名美罗勒、印度零陵香，是唇形科罗勒属的植物，原產於馬達加斯加，目前已由人工引种栽培。